# Castelnuovo (Trento)
Castelnuovo és un municipi italià, dins de la província de Trento. L'any 2007 tenia 986 habitants. Limita amb els municipis d'Asiago (VI), Borgo Valsugana, Carzano, Scurelle, Telve i Villa Agnedo.

## Administració
| Període | Identitat     | Partit        |
| ------- | ------------- | ------------- |
| 2005-   | Bruno Perozzo | Llista cívica |